# Alta Verapaz
Alta Verapaz je jedan od 22 departmana (departmento) u Gvatemali.
Utemeljen je 1543., pokriva 8,686 km² i broji 543,777 st. (1994.). Glavni grad departmana je Cobán. 
Deparetrman je podijeljen na 16 općina: (Cahabón, Chahal, Chisec, Cobán, Fray Bartolomé de las Casas, Lanquín, Panzós, San Cristóbal Verapaz, San Juan Chamelco, San Pedro Carchá, Santa Catalina la Tinta, Santa Cruz Verapaz, Senahú, Tactic, Tamahú i Tucurú. U post-klasičnom periodu ovaj kraj nastanjivala su plemena Pokom (današnji Pokomam i Pokonchi), koji su si osnovali gradove Mogote, Choloxcoc, Panprisión, Kajyup i Chuitinamit ili Tzaq Poqoma. -U departmanu se danas većinom govori španjolski, q'eqchi' i poqomchi'.
Gradovi San Pedro Carchá i Tactic poznati su po svojem srebrarstvu, a San Juan Chamelco po proizvodnji tekstila s dezenima leptira, pataka i ananasa.  Tekstil (osobito güipiles) proizvode žene na malenim stanovima u tri tehnike. Prva je picb'il, kod Q'eqchi' Indijanaca; druga je Tzu'lbil, osobito u gradovima San Pedro Carchá i San Juan Chamelco; i treća qu'embil, kod Pokomcha, u gradovima Tactic i Tamahú. 
Alta Verapaz je poznato po ljepoti prirode, tropskim prašumama i jezerima tirkizno-zelene boje. Na ovom prostoru nalazi se nacionalni parkovi (Parque Nacional): Grutas de Lanquín (), Laguna Lachuá (), Las Victorias; regionalni park Los Cerritos - El Postezuelo. Svojom ljepotom ističu se pećine Grutas Rey Marcos, 8 kilometara istočno od Cobána, koje se smatraju najljepšima u Srednjoj Americi, sa stalagmitima i podzemnom rijekom.  

## Vanjske poveznice
- Departamento de Alta Verapaz
- Alta Verapaz
- Alta Verapaz: Karta  Arhivirana inačica izvorne stranice od 16. srpnja 2007. (Wayback Machine)